# Алекс Мика
Алекс Мика (на румънски: Alex Mica) е румънски поп изпълнител, познат с хита си Dalinda, който е на върха на европейските класации през 2011 и 2012 година.
Първата му изява е била когато той е едва на 9 години в шоуто „Млади таланти“.
Роден е на 25 август 1991 г. в Буковъц, Румъния. Появява се в конкурс за млади таланти през 2000 година, което е и негов дебют на сцена. Става известен през 2009 г., когато участва заедно с Джордже Хора и Пуя в песента „Doamna si Vagabondul“, а малко по-късно участва и в песента „Seniorita“ с Алексино и Starchild, чийто автор е Мика.
Най-големият му успех е „Dalinda“. Песента е писана от Алекс Мика, Dony и The Kid. Към март 2020 година песента има 90,95 милиона гледания в YouTube.
Гостува в България през 2012 година, като част от „Coca-Cola Happy Energie Tour“, където пее на сцена с друга румънска поп звезда – Александра Стан.